# Велика золота медаль імені М. В. Ломоносова
Велика золота медаль імені М. В. Ломоносова — вища нагорода Російської академії наук (до розпаду СРСР - АН СРСР). Щорічно присуджуються дві великі золоті медалі імені М. В. Ломоносова — одна російському і одна іноземному вченому за видатні досягнення в галузі природничих та гуманітарних наук. Експертна комісія знаходиться при Президії РАН.

## Історія медалі
Золоту медаль імені М. В. Ломоносова було засновано постановою Ради Міністрів СРСР від 23 червня 1956 року № 851 із зазначенням, що медаль присуджується один раз на три роки за видатні роботи в галузі природничих і технічних наук.
В постанові Президії АН СРСР від 3 серпня 1956 року — № 400 зазначено, що медаль присуджується радянським вченим. Постановою Президії АН СРСР від 24 серпня 1956 року — № 462 першим роком присудження медалі встановлено 1959 рік. Опис медалі затверджено постановою Президії АН СРСР від 3 жовтня 1958 року № 640. Положення про медалі затверджено постановою Президії АН СРСР від 24 листопада 1967 року № 909.
Постановою Ради Міністрів СРСР від 7 липня 1967 року — № 612 дозволено Академії щорічно присуджувати дві золоті медалі — одну радянському і одну іноземному вченим за видатні роботи в галузі природничих та суспільних наук.
Постановою Президії АН СРСР від 6 січня 1967 року — № 8 встановлено, що вчені, удостоєні золотої медалі імені М. В. Ломоносова, виступають з науковими доповідями на річних Загальних зборах Академії наук СРСР.
Постановою Президії Російської академії наук від 26 травня 1992 року № 177 встановлено: вважати золоті медалі імені М. В. Ломоносова вищою нагородою Російської академії наук, що присуджуються одному російському й одному іноземному вченому з метою відзначити видатні роботи в галузі природничих та гуманітарних наук.
Постановою Президії Російської академії наук від 23 лютого 1993 року № 47 золотих медалей і премій імені видатних вчених, що присуджуються Російською академією наук, якою встановлено, що починаючи з 1994 року Президія РАН присуджує Велику золоту медаль Російської академії наук імені М. В. Ломоносова. Щорічно присуджується дві медалі: одна — російському, інша — іноземному вченому.
Постановою Президії РАН від 8 червня 1993 року — № 118 затверджено Положення про Велику золоту медаль Російської академії наук імені М. В. Ломоносова. Дата присудження медалі — 19 листопада (день народження М В Ломоносова).

## Нагороджені вчені
- 1959 —  Петро Леонідович Капіца — за сукупність робіт з фізики низьких температур.
- 1962 —  Несмєянов Олександр Миколайович — за сукупність робіт в області хімії.
- 1964 —  Томонага Синітіро (член Японської академії наук, президент Наукової ради Японії) — за наукові праці, що з'явилися значним внеском у розвиток фізики.
- 1964 —  Юкава Хідекі (член Японської академії наук, директор Інституту фундаментальних досліджень при Університеті Кіото) — за видатні заслуги у розвитку теоретичної фізики.
- 1965 —  Говард Волтер Флорі, сер (професор, президент Королівського товариства Великої Британії) — за видатний внесок у розвиток медицини.
- 1965 —  Бєлов Микола Васильович — за сукупністю робіт в області кристалографії.
- 1967 —  Сесіл Френк Павелл (професор, член Королівського товариства Великої Британії) — за видатні досягнення в області фізики елементарних частинок.
- 1967 —  Тамм Ігор Євгенович — за видатні досягнення в теорії елементарних частинок та інших областях теоретичної фізики.
- 1968 —  Іштван Русняк (президент Академії наук Угорської Народної Республіки) — за видатні досягнення в галузі медицини.
- 1968 —  Володимир Олександрович Енгельгардт — за видатні досягнення в області біохімії та молекулярної біології.
- 1969 —  Джуліо Натта (професор, Італія) — за видатні досягнення в області хімії полімерів.
- 1969 —  Микола Миколайович Семенов — за видатні досягнення в області хімічної фізики.
- 1970 —  Іван Матвійович Виноградов — за видатні роботи в області математики.
- 1970 —  Арно Данжуа (член Французької академії наук) — за видатні досягнення в галузі математики.
- 1971 —  Ганнес Альфвен (професор, член Королівської академії наук у Стокгольмі, Швеція) — за видатні досягнення в області фізики плазми та астрофізики.
- 1971 —  Віктор Амазаспович Амбарцумян — за видатні досягнення в області астрономії і астрофізики.
- 1972 —  Микола Іванович Мусхелішвілі — за видатні досягнення в галузі математики і механіки.
- 1972 —  Макс Штеенбек (академік Академії наук Німецької Демократичної Республіки) — за видатні досягнення в області фізики плазми та прикладної фізики.
- 1973 —  Олександр Павлович Виноградов — за видатні досягнення в області геохімії.
- 1973 —  Володимир Зоубек (академік Чехословацької академії наук) — за видатні досягнення в області геології.
- 1974 —  Ангел Тончев Балевскі (академік Болгарської академії наук) — за видатні досягнення в області металургії і технології металів.
- 1974 —  Олександр Іванович Целіков — за видатні досягнення в галузі металургії і технології металів.
- 1975 —  Мстислав Всеволодович Келдиш — за видатні досягнення в галузі математики, механіки і космічних досліджень.
- 1975 —  Моріс Руа (академік Академії наук Франції) — за видатні досягнення в галузі механіки та її додатків.
- 1976 —  Семен Ісаакович Вольфковіч — за видатні досягнення в галузі хімії і технології фосфору, а також у розробці наукових основ хімізації сільського господарства СРСР.
- 1976 —  Герман Кларі (академік Академії наук Німецької Демократичної Республіки) — за видатні досягнення в галузі хімії і технології штучних волокон.
- 1977 —  Михайло Олексійович Лаврентьєв — за видатні досягнення в галузі математики і механіки.
- 1977 —  Лайнус Карл Полінг (член Національної академії наук США) — за видатні досягнення в галузі хімії і біохімії.
- 1978 —  Анатолій Петрович Александров — за видатні досягнення в галузі атомної науки і техніки.
- 1978 —  Олександер Робертус Тодд (професор, президент Королівського товариства Великої Британії) — за видатні досягнення в області органічної хімії.
- 1979 —  Олександр Іванович Опарін — за видатні досягнення в області біохімії.
- 1979 —  Бела Секефальві-Надь (академік Угорської академії наук) — за видатні досягнення в галузі математики.
- 1980 —  Ярослав Кожешнік (академік Чехословацької академії наук) — за видатні досягнення в області прикладної математики і механіки.
- 1980 —  Борис Євгенович Патон — за видатні досягнення в галузі металургії і технології металів.
- 1981 —  Володимир Олександрович Котельников — за видатні досягнення в області радіофізики, радіотехніки та електроніки.
- 1981 —  Павле Савич (академік Сербської академії наук і мистецтв, Соціалістична Федеративна Республіка Югославія) — за видатні досягнення в галузі фізики та хімії.
- 1982 —  Юлій Борисович Харитон — за видатні досягнення в галузі фізики.
- 1982 —  Дороті Ходжкін (професор, член Лондонського Королівського товариства) — за видатні досягнення в області біохімії і кристалохімії.
- 1983 —  Андрій Львович Курсанов — за видатні досягнення в області фізіології та біохімії рослин.
- 1983 —  Абдус Салам (професор, Пакистан) — за видатні досягнення в галузі фізики.
- 1984 —  Микола Миколайович Боголюбов — за видатні досягнення в галузі математики і теоретичної фізики.
- 1984 —  Рудольф Людвіг Мессбауер (професор, Федеративна Республіка Німеччини) — за видатні досягнення в галузі фізики.
- 1985 —  Гільєрмо Аро (професор, Мексика) — за видатні досягнення в області астрофізики.
- 1985 —  Михайло Олександрович Садовський — за видатні досягнення в галузі геології і геофізики.
- 1986 —  Йозеф Ржиман (академік, Голова Чехословацької академії наук) — за видатні досягнення в області біохімії.
- 1986 —  Святослав Миколайович Федоров — за видатні досягнення в області офтальмології і мікрохірургії ока.
- 1987 —  Джон Бардін (професор, США) — за видатні досягнення в галузі фізики.
- 1987 —  Олександр Михайлович Прохоров — за видатні досягнення в галузі фізики.
- 1988 —  Жан Лере (професор, Франція) — за видатні досягнення в галузі математики.
- 1988 —  Сергій Львович Соболєв (посмертно) — за видатні досягнення в галузі математики.
- 1989 —  Микола Геннадійович Басов — за видатні досягнення в галузі фізики.
- 1989 —  Ганс Бете (професор, США) — за видатні досягнення в галузі фізики.
- 1993 —  Джон Кеннет Гелбрейт (професор, США) — за видатні досягнення в області економічних та соціальних наук.
- 1993 —  Ліхачов Дмитро Сергійович — за видатні досягнення в області гуманітарних наук.
- 1994 —  Микола Костянтинович Кочетков — за видатні досягнення в області хімії вуглеводів та органічного синтезу.
- 1994 —  Джеймс Ватсон (професор, США) — за видатні досягнення в галузі молекулярної біології.
- 1995 —  Анатоль Абраґам (професор, Франція) — за видатні досягнення в області фізики конденсованого стану і ядерно-фізичних методів дослідження.
- 1995 —  Віталій Лазаревич Гінзбург — за видатні досягнення в галузі теоретичної фізики і астрофізики.
- 1996 —  Микола Миколайович Красовський — за видатні досягнення в галузі математичної теорії управління і теорії диференціальних ігор.
- 1996 —  Фрідріх Хирцебрух (професор, Федеративна Республіка Німеччина) — за видатні досягнення в області алгебраїчної геометрії та алгебраїчної топології.
- 1997 —  Франк Прес (професор, США) — за видатні досягнення в галузі фізики твердої Землі.
- 1997 —  Борис Сергійович Соколов — за видатні досягнення у вивченні ранньої біосфери Землі, відкриття найдавнішої вендськоїгеологічної системи і класичні праці з викопних коралів.
- 1998 —  Олександр Ісаєвич Солженіцин — за видатний внесок у розвиток російської літератури, російської мови і російської історії.
- 1998 —  Есікадзу Накамура (професор, Японія) — за видатний внесок у вивчення славістики та популяризації російської літератури і культури в Японії.
- 1999 —  Валентин Лаврентійович Янін — за видатний внесок у вивчення історії, культури та писемності Київської Русі.
- 1999 —  Міхаель Мюллер-Віллі — за видатні досягнення в дослідженні слов'янських та германських старожитностей Балтійського регіону.
- 2000 —  Андрій Вікторович Гапонов-Гріхів — за видатний внесок у розвиток фізики коливальних та хвильових процесів.
- 2000 —  Чарлз Хард Таунс — за основний внесок в квантову електроніку і мікрохвильову спектроскопію.
- 2001 —  Олександр Сергійович Спірін — за основний внесок у вивчення біосинтезу білка і функціонування рибонуклеїнових кислот.
- 2001 —  Олександр Річ — за видатні досягнення у вивченні структури нуклеїнових кислот і функціонування рибосом.
- 2002 —  Ольга Олександрівна Ладиженська — за видатні досягнення в області теорії диференціальних рівнянь в часткових похідних та математичної фізики.
- 2002 —  Леннарт Аксель Едвард Карлесон — за видатні результати в області математичного аналізу.
- 2003 —  Євген Іванович Чазов — за основний внесок у розвиток кардіології.
- 2003 —  Майкл Елліс ДеБейкі — за видатні досягнення в області хірургії серця.
- 2004 —  Гурій Іванович Марчук — за видатний внесок у створення нових моделей і методів розв'язання задач у фізиці ядерних реакторів, фізики атмосфери та океану та імунології.
- 2004 —  Едвард Нортон Лоренц — за основний внесок у розробку теорії загальної циркуляції атмосфери.
- 2005 —  Юрій Андрійович Осіпьян — за фундаментальний внесок у фізику дислокацій в твердих тілах і відкриття фотопластичного ефекту.
- 2005 —  Пітер Гірш — за видатний внесок у фізику міцності і пластичності твердих тіл і експериментальне відкриття руху дислокацій в них.
- 2006 —  Микола Павлович Лаверов — за видатний внесок у вирішення мінерально-сировинних проблем Росії, в тому числі, за створення наукових основ освоєння уранових родовищ.
- 2006 —  Родні Чарльз Юінг (Велика Британія) — за видатні досягнення у вивченні радіаційних впливів на мінерали, створення матриць-консервантів високорадіоактивних елементів для їх поховання в глибинних геологічних формаціях.
- 2007 —  Андрій Анатолійович Залізняк — за відкриття в області давньоруської мови раннього періоду і за доказ автентичності пам'ятки російської літератури «Слово о полку Ігоревім».
- 2007 —  Саймон Франклін (Велика Британія) — за видатні праці з ранньої етнополітичної та культурної історії Русі і значний вклад у вивчення давньоруської писемної традиції і пам'яток давньоруської літератури.
- 2008 —  Євген Максимович Примаков — за видатний внесок у розвиток суспільних наук.
- 2008 —  Елен Каррер д'Анкос (Франція) — за видатний внесок в політологію, російську історію і культуру.
- 2009 —  Вадим Тихонович Іванов — за видатний внесок у розвиток біоорганічної хімії.
- 2009 —  Ріоджі Нойорі (Японія) — за видатний внесок у розвиток органічної хімії і каталітичного асиметричного синтезу.
- 2010 —  Спартак Тимофійович Бєляєв — за видатний внесок в багато важливих напрямків сучасної фізичної науки — фізику плазми, теорію квантових і релятивістських систем багатьох частинок, теорію атомного ядра і ядерних реакцій, фізику прискорювачів елементарних частинок.
- 2010 —  Герард' т Хоофт — за видатний внесок у теорію калібрувальних полів, що виразився в побудові перенорміруємих калібровано інваріантних теорій зі спонтанно порушеною симетрією і в розробці методів аналізу калібрувальних теорій поза рамками теорії збурень.
- 2011 —  Володимир Олександрович Тартаковський — за видатний внесок у розвиток технічної хімії, органічної хімії і промислового органічного синтезу.
- 2011 —  Роалд Гоффман — за видатний внесок у розвиток «Прикладний теоретичної хімії» та створення узагальнених моделей будови і реакційної здатності молекул.
- 2012 —  Гліб Всеволодович Добровольський — за видатний внесок у галузі ґрунтознавства.
- 2012 —  Річард У. Арнольд — за видатний внесок у розвиток теоретичного і прикладного ґрунтознавства та створення моделей поведінки ґрунтів в різних ландшафтах світу.
- 2013 —  Фаддєєв Людвіг Дмитрович — за видатний внесок у квантову теорію поля і теорію елементарних частинок
- 2013 —  Лакс Пітер Девід — за видатний внесок у теорію гідродинаміки солітонів